# Tiercé
Tiercé ist eine französische Gemeinde mit 4498 Einwohnern (Stand: 1. Januar 2022) im Département Maine-et-Loire in der Region Pays de la Loire. Sie gehört zum Arrondissement Angers und zum Kanton Tiercé. Die Einwohner werden Tiercéen(nes) genannt.

## Geographie
Tiercé liegt in der Landschaft Baugeois am Fluss Sarthe etwa 17 Kilometer nördlich von Angers. Im Nordosten und im Süden wird die Gemeinde vom Fluss Loir begrenzt. Umgeben wird Tiercé von den Nachbargemeinden Étriché im Norden, Morannes sur Sarthe-Daumeray und Baracé im Nordosten, Seiches-sur-le-Loir und Montreuil-sur-Loir im Osten, Rives-du-Loir-en-Anjou mit Soucelles im Südosten, Briollay im Süden und Südwesten sowie Cheffes im Westen.

## Bevölkerungsentwicklung
| Jahr      | 1962 | 1968 | 1975 | 1982 | 1990 | 1999 | 2006 | 2011 | 2018 |
| Einwohner | 1968 | 1968 | 2025 | 2627 | 3047 | 3605 | 3980 | 4232 | 4407 |

## Sehenswürdigkeiten

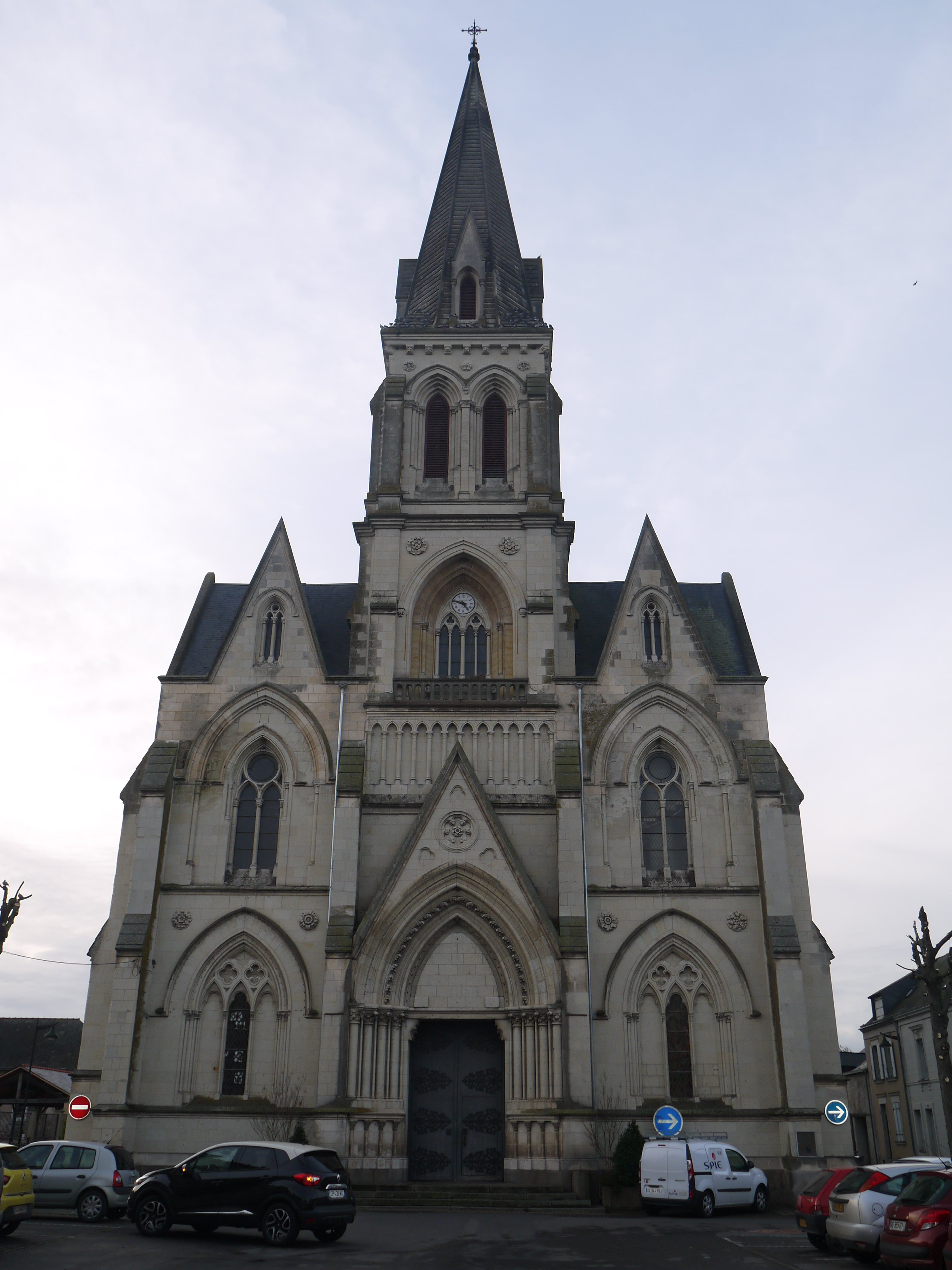
Kirche Saint-Marcel-de-Chalon aus dem 19. Jahrhundert mit 55 Meter hohem Glockenturm
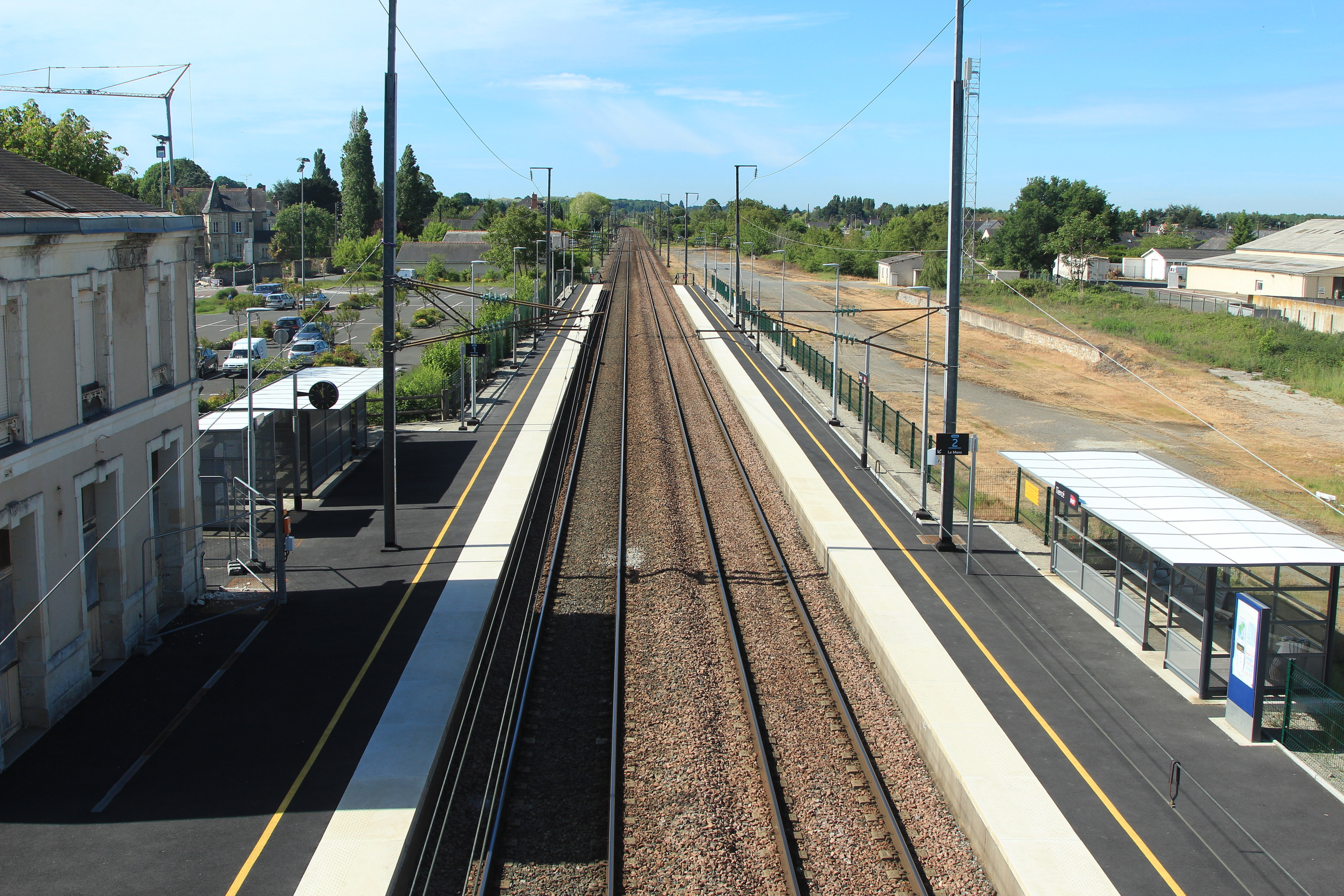
Bahnhof

- Schloss Cimbre aus dem 19. Jahrhundert
- Rathaus (erbaut 1874–1877)
- Zahlreiche Bürgerhäuser, Bauernhöfe und andere Bauten des 17. bis 19. Jahrhunderts   - Kirche St Marcel-de-Chalon
  - Bahnhof

## Gemeindepartnerschaft
Mit der rumänischen Gemeinde Ojdula in Transsylvanien besteht seit 2007 eine Partnerschaft.